# Glandirana susurra
Glandirana susurra é uma espécie de anfíbio anuro da família Ranidae. Está presente no Japão. A UICN classificou-a como pouco preocupante.